# I Do (film)
I Do je americký hraný film z roku 2012, který režíroval Glenn Gaylord. Snímek měl světovou premiéru na Mezinárodním filmovém festivalu Los Angeles' Outfest 18. července 2012.

## Děj
Jack Edwards pracuje jako fotograf v New Yorku. Spolu se svým bratrem Peterem zde žijí již od dětství, pocházejí však z Velké Británie. Peter se ožení s Myou, aby získal povolení k pobytu. Čekají spolu dítě, avšak Peter umírá poté, co ho srazí auto. Jack v následujících letech pomáhá Maye vychovávat dceru Taru. Po 11. září však dojde ke zpřísnění podmínek a Jackovi není obnoveno vízum. Požádá proto svoji lesbickou kamarádku Ali, aby spolu uzavřeli fingované manželství. Ta souhlasí, ovšem když se Jack seznámí s architektem Manem, Ali přehodnotí své rozhodnutí a požádá o rozvod. Mano je původem ze Španělska, kam se musí vrátit, aby pomohl matce na rodinné farmě. Jack se musí rozhodnout, jestli zůstat dál v USA a usilovat o zelenou kartu, nebo odletět spolu s Manem do Evropy.

## Obsazení
| David W. Ross       | Jack Edwards  |
| Maurice Compte      | Mano Alfaro   |
| Alicia Witt         | Mya Edwards   |
| Jessica Tyler Brown | Tara Edwards  |
| Mickey Cottrell     | Sam           |
| Jamie-Lynn Sigler   | Ali Federman  |
| Patricia Belcher    | Gloria        |
| Grant Bowler        | Peter Edwards |
| Ashleigh Sumner     | Christina     |
| Caryn West          | April         |
| Mike Manning        | Craig         |
| Pollyanna McIntosh  | Catherine     |